# Ulisses Leite Gomes
Ulisses Leite Gomes (* August 1958 in Rio de Janeiro), auch als Ulisses L. Gomes zitiert, ist ein brasilianischer Ichthyologe, der sich vornehmlich den Plattenkiemern (Elasmobranchii) widmet.

## Leben
Gomes absolvierte zwischen 1975 und 1979 sein Bachelor-Studium in den Biowissenschaften an der Universidade Santa Úrsula (USU), nachdem er durch den Einfluss von José Vanderli Andreata zur Ichthyologie gewechselt war. Nach seiner Abschlussarbeit in Biologie führte er 1981 unter der Leitung von Rubens da Silva Santos, damals Professor an der Universidade Santa Úrsula, taxonomische und morphologische Studien über die Dornhaiart Squalus cubensis Howell-Rivero, 1936 durch. 
1982 nahm Gomes an seiner ersten wissenschaftlichen Veranstaltung, dem IX. brasilianischen Kongress für Zoologie, teil und präsentierte einen Vortrag mit dem Titel Considerações sobre a estrutura das nadadeiras dorsais do Squalus cubensis Howell‑Rivero, 1936 (Squaloidea) (Deutsch: Überlegungen zur Struktur der Rückenflossen von Squalus cubensis Howell-Rivero, 1936 (Squaloidea)). Im Jahr 1989 graduierte er zum Master in Zoologie am Museu Nacional da Universidade Federal do Rio de Janeiro (MNRJ). Während der Ausarbeitung seiner Dissertation A dentição como subsídio no estudo dos Pleurotremata (Pisces, Chondrichthyes, Elasmobranchii) zwischen 1985 und 1989, noch unter der Leitung von da Silva Santos, führte Gomes eine vergleichende Studie über das Gebiss verschiedener Haifischarten durch und erörterte die Bedeutung solcher Strukturen für die Kenntnis der Evolutionsgeschichte fossiler und rezenter Taxa. 
Ab 1997 absolvierte er sein Doktoratsstudium in Zoologie an der Universidade Federal do Rio de Janeiro (UFRJ), wo er 2002 mit der Dissertation Revisão taxonômica da família Rajidae no Brasil (Chondrichthyes, Elasmobranchii, Rajiformes) unter der Leitung von Gustavo Nunan (1944–2012) zum Doktor promoviert wurde. Aktuell werden einige der in seiner Doktorarbeit behandelten Arten den Familien Arhynchobatidae und Gurgesiellidae zugeordnet.
1981 wurde er als außerordentlicher Professor an die Universidade do Estado do Rio de Janeiro (UERJ) berufen. Neben seiner Lehrtätigkeit und Forschungstätigkeit als Koordinator des von ihm gegründeten Labors für Taxonomie der Plattenkiemer trug er maßgeblich zum Aufbau der ichthyologischen Sammlung des Biologischen Instituts der UERJ bei. Die Kollektion entstand Mitte 1978 im Rahmen eines Projekts zur Untersuchung der Ichthyofauna des Rio-Doce-Tals in Minas Gerais unter der Leitung von Rubens da Silva Santos. Innerhalb von zwei Jahren konnten zahlreiche Exemplare aus dem Lagoa Carioca und dem Lagoa Dom Helvécio zusammengetragen werden.
Darüber hinaus arbeitete Gomes im Rahmen eines Abkommens mit der Universidade Federal de Minas Gerais (UFMG) an den Sammlungen im Rio Parnaíba, an der Grenze zwischen den Bundesstaaten Minas Gerais und Goiás, für die Bestandsaufnahme der Organismen im Emborcação-Stausee in Minas Gerais. Die Sammlungen des Projekts wurden von Gomes koordiniert und lieferten wertvolles ichthyologisches Material für die Sammlung des UERJ. Mit der Hinzufügung von Meeresfischen, die an verschiedenen Orten in Rio de Janeiro gesammelt wurden, wurde am 9. Juni 1981 offiziell die Ichthyologische Sammlung der Zoologischen Abteilung, ehemals die Zoologische Abteilung der Abteilung für Tier- und Pflanzenbiologie der UERJ, unter der Koordination von Gomes und Oscar Rocha-Barbosa eröffnet. Mit der Entwicklung verschiedener Forschungsrichtungen beschloss Gomes, die anatomische Sammlung der Knorpelfische zu gründen, die aus Skeletten besteht, die für Studienzwecke vorbereitet wurden. 1997 veröffentlichte Gomes den Catálogo das coleções ictiológicas do Departamento de Biologia Animal e Vegetal. 2010 erschien die Schrift Guia Para Identificação De Tubarões E Raias Do Rio De Janeiro  und 2016 die Monografie Taxonomy and morphology of species of the genus Squalus Linnaeus, 1758 from the Southwestern Atlantic Ocean (Chondrichthyes: Squaliformes: Squalidae) in der Zeitschrift Zootaxa.
Gomes trat im Dezember 2020 in den Ruhestand, nachdem er sich 40 Jahre lang für die UERJ engagiert hatte. Er ist jedoch immer noch aktiv und veröffentlicht seine Forschungsarbeiten in Zusammenarbeit mit verschiedenen brasilianischen und ausländischen Wissenschaftlern.
Gomes ist Mitglied der American Society of Ichthyologists and Herpetologists (ASIH), der Sociedade Brasileira de Zoologia (SBZ) und der Sociedade Brasileira de Ictiologia (SBI).

## Dedikationsnamen
Nach Gomes ist die Süßwasserstechrochenart Heliotrygon gomesi Carvalho & Lovejoy, 2011 benannt.

## Erstbeschreibungen von Ulisses Leite Gomes
- Dipturus mennii Gomes & Paragó, 2001
- Fontitrygon colarensis (Santos, Gomes & Charvet-Almeida, 2004)
- Hypanus marianae (Gomes, Rosa & Gadig, 2000)
- Malacoraja obscura Carvalho, Gomes & Gadig, 2005
- Scyliorhinus cabofriensis Soares, Gomes & Carvalho, 2016
- Scyliorhinus ugoi Soares, Gadig & Gomes, 2015
- Squalus albicaudus Viana, Carvalho & Gomes, 2016
- Squalus bahiensis Viana, Carvalho & Gomes, 2016
- Squalus lobularis Viana, Carvalho & Gomes, 2016
- Squalus quasimodo Viana, Carvalho & Gomes, 2016